# Diaspis radicicola
Diaspis radicicola är en insektsart som beskrevs av Ferris 1937. Diaspis radicicola ingår i släktet Diaspis och familjen pansarsköldlöss. Inga underarter finns listade i Catalogue of Life.